# Marc Bolan

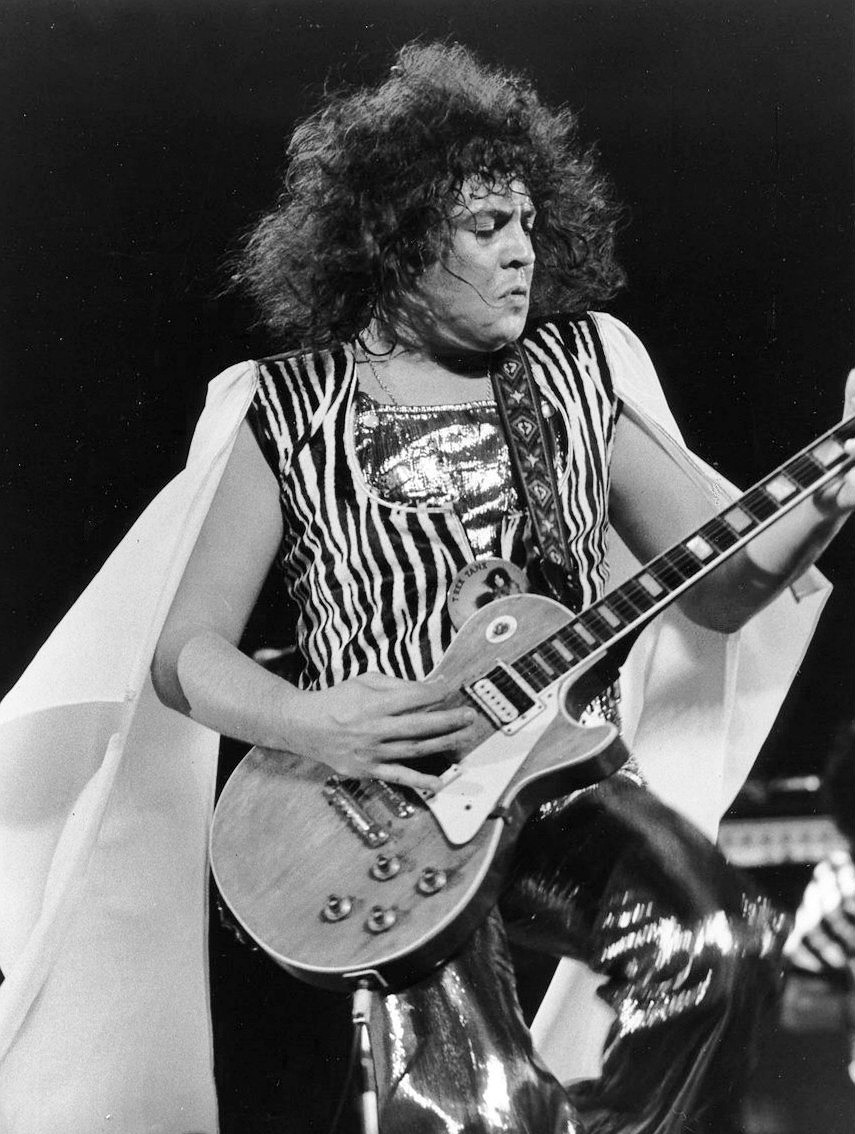
Marc Bolan (1973)

Marc Bolan, bürgerlich Mark Feld (* 30. September 1947 in Hackney, East London; † 16. September 1977 in Barnes, London) war ein britischer Sänger, Gitarrist und Songschreiber. Bekannt wurde er mit seiner Band T. Rex als einer der Erfinder und Protagonisten des Glam Rocks.

## Leben

### Kindheit und Jugend

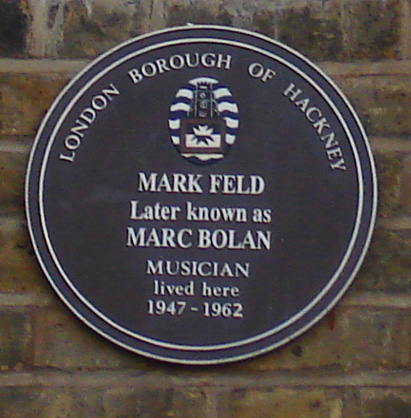
Schild an Bolans Elternhaus 25 Stoke Newington Common, London

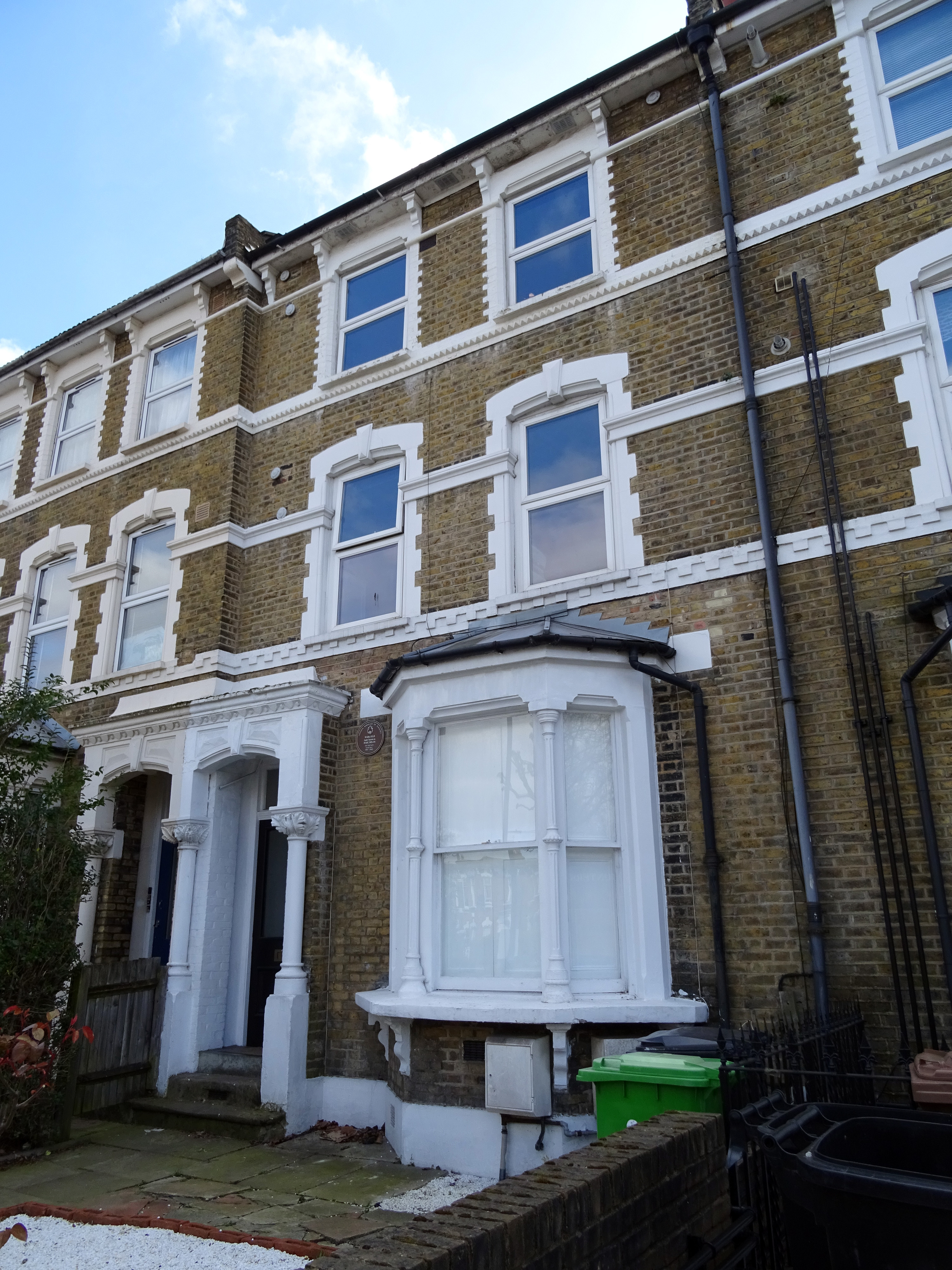
Marc wohnte hier bis 1962

Marc Feld wuchs als Sohn jüdischer Eltern in einfachen Verhältnissen in London Borough of Hackney auf.
Durch die Plattensammlung seiner Eltern entwickelte er seine erste Beziehung zur Musik. Als er acht Jahre alt war, kaufte ihm sein Vater eine Platte von Bill Haley, die eigenen Aussagen zufolge den Ausschlag für seine spätere Karriere als Rock ’n’ Roller oder Songschreiber geben sollte. Er brachte sich auf selbstgemachten Instrumenten das Gitarrespielen bei und spielte mit zwölf Jahren den Teekistenbass. Von seinen Eltern bekam er dann ein Schlagzeug und eine echte Gitarre.
1958 trat Feld an seiner Schule der ersten Band bei – Susie & The Hullahoops. Die Sängerin war Helen Shapiro. Nachdem er 1961 die Schule verlassen hatte, schlug er sich mit etlichen Gelegenheitsjobs durch. Bolan jobbte in der 2i’s Coffee Bar, einem Café in der Old Compton Street, in dem unter anderem auch Tommy Steele, Adam Faith und Joe Brown ihre Karrieren begannen. Er fühlte sich zur aktuellen Jugendkultur der Mods hingezogen, kümmerte sich mit viel Aufwand um seine Kleidung und war in der entsprechenden Szene bekannt. Hier lernte er auch den gleichaltrigen David Bowie kennen, der später ein Freund, aber auch beruflicher Konkurrent werden sollte. Durch sein Aussehen bekam er für einen Sommer einen Job als Model für ein Londoner Modemagazin, jobbte in diversen Bars und Cafés, unter anderem auch in der Garderobe einer Discothek in der trendigen Wardour Street in Soho.
Siebzehnjährig und mit einer akustischen Gitarre versuchte Feld in die Folkszene vorzudringen. Er nannte sich von nun an Toby Tyler und spielte eine Mischung von Dylan-Songs. Da seine Aufnahme You're No Good von EMI abgelehnt wurde, verschwand Toby Tyler nach kurzer Zeit wieder. Die Bänder, die Mark Feld als Toby Tyler aufnahm, tauchten 1991 wieder auf und wurden für 8.000 US-Dollar verkauft. 1993 wurden diese Aufnahmen auf CD veröffentlicht.
Enttäuscht von der Musikindustrie ging er an das Royal National Theatre und betätigte sich mit mäßigem Erfolg als Schauspieler, konnte sich aber kleinere Rollen in Fernsehproduktionen sichern. 
Nach einem verlängerten Wochenende bei einem angeblichen „Zauberer“ in Paris tingelte er 1964 als erfolgreicher Straßenmusiker durch London. Während dieser Zeit bemühte er sich, einen Plattenvertrag zu bekommen, was ihm 1965 dann auch gelang. Er nahm bei Decca Records die Single „The Wizard“ („Der Zauberer“) auf. Als man ihm eine Probeaufnahme schickte, stellte er fest, dass Decca seinen bürgerlichen Namen Mark Feld in Marc Bowland geändert hatte. Die Namensänderung störte ihn nicht, nur der Umstand, dass Decca diese ohne seine Zustimmung vorgenommen hatte. Er bestand darauf, dass Decca den Namen in Marc Bolan änderte. Die Single, die er auch in der populären Fernsehsendung „Ready, Steady, Go“ vorstellen durfte, blieb jedoch ansonsten weitgehend erfolglos.
1967 bot ihm sein Manager Simon Napier-Bell eine Position bei den Small Faces oder John’s Children an. Da Mark Feld, nun alias Marc Bolan, glaubte, bei den Small Faces keine herausragende Rolle spielen zu können, entschied er sich für John’s Children. Mit dieser Band verbrachte er drei Monate; unter anderem begleitete er sie als Vorband für The Who auf einer Deutschland-Tour. Im selben Jahr traf er im Büro der Management-Agentur Blackhill Enterprises, die für ihn arbeitete, auf June Child, die er 1970 heiratete. Zuvor hatte er eine romantische Affäre mit der als Model tätigen Schauspielerin und angehenden Sängerin Marsha Hunt.

### Tyrannosaurus Rex
Zusammen mit Steve Peregrin Took gründete Marc Bolan 1967 die akustische Formation Tyrannosaurus Rex. Er war von Anfang an der alleinige Kopf der Band und schrieb, ganz dem Geschmack der Hippie-Kultur entsprechend, Songs über Feen, Elfen und Zauberer, die er mit psychedelischen Sounds versah. Die Band stach durch den ungewöhnlich hohen Gesang Marc Bolans und die stimmlichen Improvisationen der beiden Musiker hervor. Bolan und Took trugen sie akustisch, mit Gitarre und Percussion, auf einem Teppich sitzend, vor. So lernte sie der aufstrebende US-amerikanische Produzent Tony Visconti kennen, der ihre Platten bis 1974 produzierte und maßgeblich an der Entwicklung des Gruppensounds beteiligt war. Zudem befreundete sich Bolan eng mit dem britischen Radio-DJ John Peel, der sie förderte. Nach einer kleineren US-Tour musste der drogensüchtige Took die Band im Spätsommer 1969 verlassen und wurde durch Mickey Finn ersetzt.
Neben seinen musikalischen Ambitionen schrieb Marc Bolan auch Gedichte und poetische Geschichten. 1969 veröffentlichte er sein Buch The Warlock of Love, das in die britischen Bestseller-Charts kam.

### T. Rex

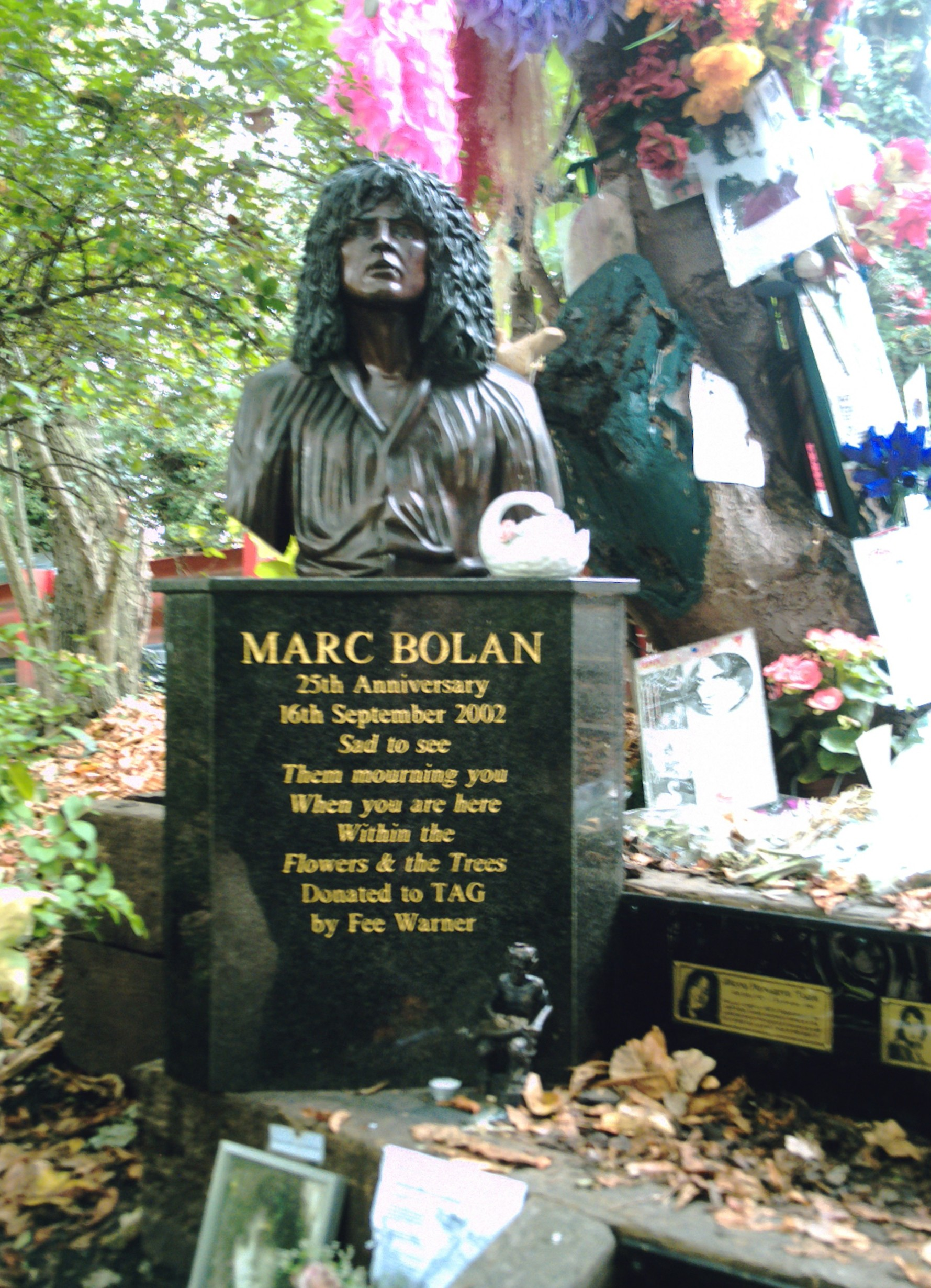
Gedenkstein von Marc Bolan an der Unfallstelle in der Straße Queen’s Ride in Barnes

1970 erweiterte Marc Bolan die Band zunächst um den Bassisten Steve Currie. Bolan tauschte die akustische gegen die elektrische Gitarre ein. Der Bandname wurde in T. Rex verkürzt und Bolan änderte sein Image radikal: Er legte die bis dahin getragene bunte Hippie-Kleidung ab und kleidete sich im Stil der alten Rock 'n' Roller in glitzernde Anzüge. Dazu trug er Damenschuhe und Federboas. Er stand beim Musizieren auf, tanzte und interagierte auch physisch mit dem Publikum.
Auch die Musik veränderte sich: Mit Ride a White Swan schrieb Bolan einen einfachen, auf den Rock ’n’ Roll der 1950er Jahre verweisenden Song, dem Tony Visconti ein Streicherquartett hinzufügte. Der Song wurde zum ersten großen Hit für Bolan, dem in den nächsten Jahren viele mit ähnlichem Muster folgen sollten.
Anfang 1971 kam Schlagzeuger Bill Legend zur Band hinzu. Für einen Auftritt in der populären Fernsehsendung Top of the Pops klebte sich Bolan glitzernde Sternchen ins Gesicht. Dies gilt als einer der definierenden Momente des Glam Rocks, eines bis 1974 anhaltenden und musikgeschichtlich relevanten Trends in der britischen Rockmusik, zu dessen wichtigsten Protagonisten Bolan gehören sollte. Für zwei Jahre war der gutaussehende Bolan vor allem in Großbritannien ein Teenageridol.
Um diese Zeit gründete er sein eigenes Musiklabel Wizard Productions und hatte die Kontrolle über die Veröffentlichung der auf dem Label von T. Rex aufgenommenen Songs.
Trotz 40 Millionen verkaufter Platten ließ Ende 1973 der Erfolg nach; Visconti ging 1974, weil er keine Veränderungen durchsetzen konnte. Bolan feuerte seinen Mitmusiker Mickey Finn und löste die Band vorübergehend auf. Er ging aus steuerrechtlichen Gründen nach New York, wo er mit seiner Freundin Gloria Jones (* 1945) zusammenlebte. Von seiner Frau June hatte er sich schon 1973 getrennt. Bolan, der sich zuvor angeblich eher für makrobiotisches Essen als für ausgiebigen Drogenkonsum interessiert hatte, begann verstärkt zu trinken und Drogen zu nehmen.

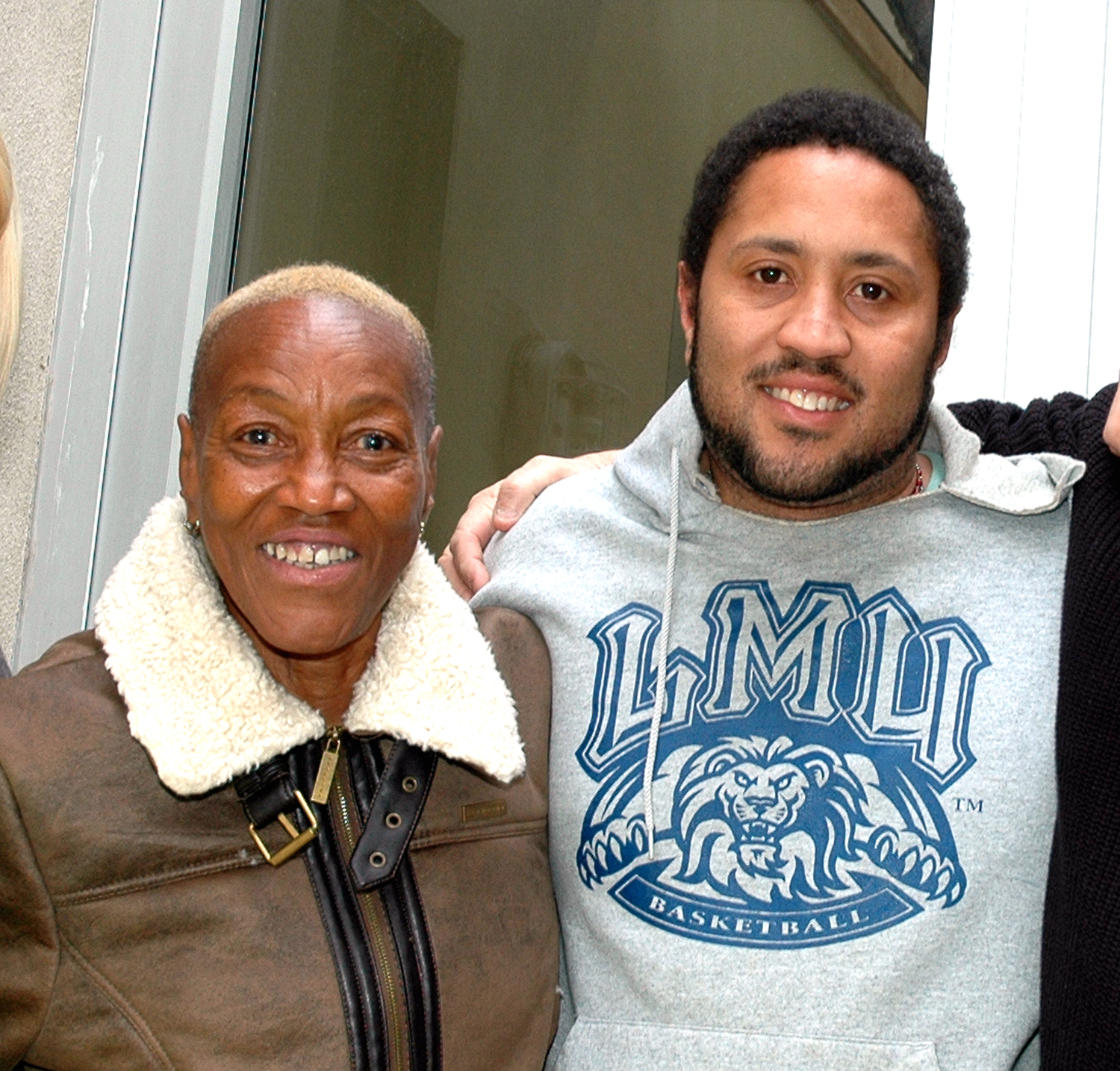
Rolan Bolan mit seiner Mutter Gloria Jones in Hollywood 2014

Als Gloria Jones jedoch schwanger wurde – Sohn Rolan Seymour Feld Bolan wurde am 26. September 1975 geboren –, versuchte Bolan, T. Rex wieder aufleben zu lassen. Von der ursprünglichen Band war nur Bassist Steve Currie mit dabei. Bolan veröffentlichte ein neues Album und machte eine erfolgreiche kleinere Testtour durch England, wo er nun auch wieder lebte. Die Platten stiegen nicht mehr so hoch in die Charts ein wie früher, aber er schaffte es noch immer, Hallen auszuverkaufen. Auf seiner letzten großen Tour engagierte er The Damned als Vorband, die die neue Musikergeneration des Punk repräsentierten.
Er wurde auch journalistisch tätig und bekam eine eigene Kolumne beim „Record Mirror“ und eine eigene Fernsehshow namens „Marc“ bei Granada. Hier erwies sich Marc Bolan 1977 als seiner Zeit voraus und engagierte Bands wie die Boomtown Rats, The Jam oder auch Generation X. Damit gab er der gerade entstehenden Punk-Bewegung eine Bühne. So hatten spätere Größen wie Bob Geldof oder Billy Idol in der „Marc“-Show ihre ersten Fernsehauftritte überhaupt. In seiner letzten Show war sein Glam-Rock-Kollege David Bowie zu Gast.

### Tod

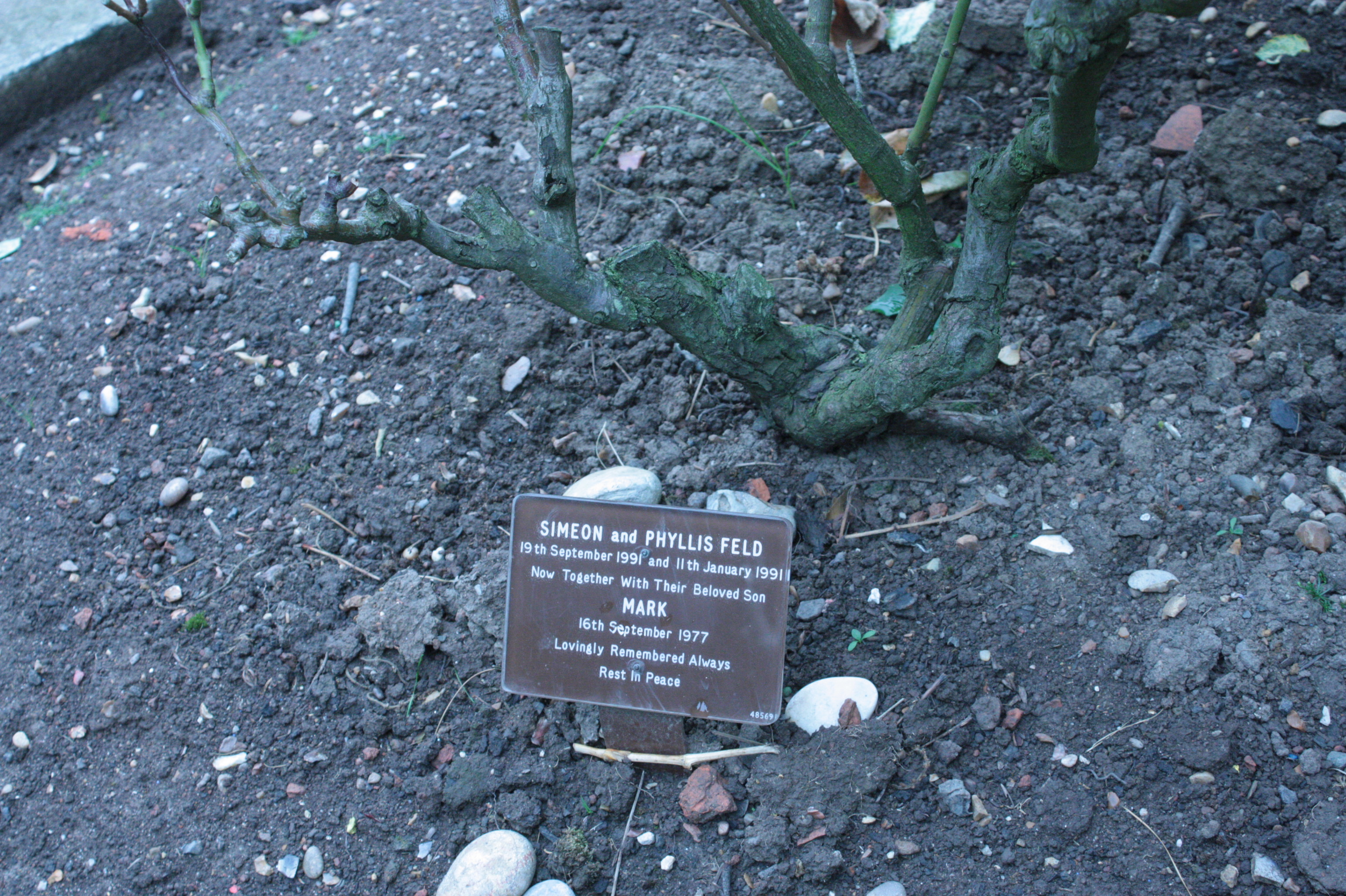
Grab von Marc Bolan im Garden of Rest des Golders Green Crematorium in London

Am 16. September 1977 verunglückte Bolans von seiner Freundin Gloria Jones gefahrener Mini Clubman Mini 1275 GT. Jones wollte Bolan nach einem Restaurantbesuch im zentralen Londoner Stadtteil Mayfair zurück zu seiner Wohnung in Richmond bringen. Während der Fahrt verlor sie in Barnes die Kontrolle über den Wagen und prallte mit ihm gegen einen Betonpfahl am Straßenrand und dann gegen einen Baum. Ihr Beifahrer Marc Bolan war sofort tot, zwei Wochen vor seinem 30. Geburtstag, während Jones den Unfall schwer verletzt überlebte, sich den Kiefer brach und einen Schock erlitt. Um die Unfallursache ranken sich verschiedene Gerüchte, die von zu niedrigem Reifendruck bis zu einem Reifenschaden und unzureichend angezogenen Radmuttern reichen. Marc Bolan wurde im Golders Green Crematorium, dem ältesten Krematorium in London, eingeäschert und seine Asche dort neben seinen Eltern unter einem Rosenbusch beigesetzt.
Ursprünglich (als seine Eltern noch lebten) lautete die Grabinschrift „Marc Feld - he loved to boogie and danced all through his life“. Am Unfallort befindet sich heute eine offizielle Gedenkstätte.
June Bolan, von der sich Marc Bolan nicht hatte scheiden lassen, starb am 31. August 1994 während eines Türkeiurlaubs im Alter von 51 Jahren an einem Herzinfarkt.

## Bücher
- Ingo Bollmann: Get It On – Eine Zeitreise. 2009.
- Uwe Brand: Die Marc Bolan & T. Rex Story. 1988, ISBN 3-925077-08-1.
- Cliff McLenehan: Marc Bolan: 1947–1977: A Chronology. 2003, ISBN 1-900924-42-0.
- Mark Paytress: Bolan: The Rise and Fall of the 20th Century Superstar. 2003, ISBN 0-7119-9293-2.
- Tony Stringfellow: From Beneath the Wizard’s Gown: Marc Bolan – Unglittered. 2005, ISBN 1-899750-33-9.
- Paul Sinclair: Electric Warrior (The Marc Bolan Story). ISBN 0-7119-0054-X.
- John Williams, Caron Thomas: Wilderness of the Mind. ISBN 1-85480-155-4.
- John und Shan Bramley: Marc Bolan / The Legendary Years. ISBN 1-85685-138-9.
- Chris Welch, Simon Napier-Bell: Marc Bolan / Born To Boogie. ISBN 0-906008-65-4.
- George Tremlett: The Mac Bolan Story. ISBN 0-86007-068-9.
- Carl Ewens: Born To Boogie (The Songwriting Of Marc Bolan). 2007, ISBN 978-1-899750-39-9.
- Tom Stockdale: They died too young – Marc Bolan. ISBN 0-7525-0694-3.
- Paul Du Noyer: Marc Bolan (Virgin MoDERN iCoNS). ISBN 1-85227-683-5.
- Irving Campell: A guide to the Outtakes of Marc Bolan. ISBN 978-0-473-12076-4.
- Paul Roland: Cosmic dancer / The life and music of Marc Bolan. ISBN 978-0-9566834-0-3.

## Diskografie

### Alben
- 1974: The Beginning of Doves
- 1981: You Scare Me To Death (posthum)

mit Tyrannosaurus Rex / T. Rex (siehe dort)

### Singles
Marc Bolan
- 1965: The Wizard / Beyond The Rising Sun (nicht Deutschland)
- 1965: The Third Degree / San Francisco Poet (nicht Deutschland)
- 1966: Hippy Gumbo / Misfit (nicht Deutschland)

mit John’s Children
- 1967: Desdemona / Remember Thomas A. Beckett (nur A-Seite)
- 1967: Come And Play With Me In The Garden / Sara Crazy Child (nur B-Seite)

mit Tyrannosaurus Rex / T. Rex (siehe dort)
als Dib Cochran & The Earwigs

(Bolan, John Cambridge, Rick Wakeman, Tony Visconti)
- 1970: Oh, Baby / Universal Love (nicht Deutschland)

Marc Bolan & Gloria Jones
- 1976: To Know You Is To Love You / City Port

(deutsche Veröffentlichungen, falls nicht anders angegeben)

## DVD
siehe Veröffentlichungen im Artikel über die Gruppe T. Rex

## Trivia
Der deutsche Musikproduzent Dieter Bohlen nannte seinen ersten Sohn in Erinnerung an Bolan „Marc“.